# 수석동 (서산시)
수석동(壽石洞)은 대한민국 충청남도 서산시의 동이다.

## 개요
수석동은 동쪽으로는 음암면, 서쪽으로는 석남동, 부춘동 남쪽으로는 석남동, 북쪽으로는 활성동과 접한다. 해발고도가 낮은 구릉성 지형으로 도시지역인 석림동과 농촌지역인 수석동으로 이루어진 전형적인 도·농 복합지역이다. 서해안고속도로(서산 나들목, 해미 나들목)와 태안 해안국립공원, 대산 임해공업단지 등 내륙과 해안을 연결하는 교통요충지이기도 하다. 교육(석림초·중, 서산여중·고), 의료(서산의료원·중앙병원), 산업(수석산업단지)의 중심지로서 무한한 발전 잠재력이 있는 지역이다.

## 연혁
- 1973년 7월 1일 : 음암면 수석리에서 서산읍으로 편입.[2]
- 1989년 1월 1일 : 서산읍이 서산시로 승격되면서 수석동과 석림동의 이름을 따서 수석동 설치.[3]
- 1995년 1월 1일 : 서산시·군 통합.[4]

## 법정동
- 수석동
- 석림동

## 교육
- 서산여자고등학교
- 서산여자중학교
- 서산석림중학교
- 서산석림초등학교

## 아파트
| 단지명                 | 건설사       | 시행사                    | 주소                  | 입주        | 비고 |
| ---------------------- | ------------ | ------------------------- | --------------------- | ----------- | ---- |
| e편한세상 석림 더 노블 | 디엘이앤씨㈜ | ㈜교보자산신탁 ㈜서산개발 | 동서2로 49 (석림동)   | 2024년 1월  |      |
| 석림 한성 필하우스     | 한성건설㈜   | 한성건설㈜                | 동서2로 15 (석림동)   | 2007년 8월  |      |
| 석림 센트럴 코아루     | 세원건설㈜   | 한국토지신탁              | 한마음2로 22 (석림동) | 2019년 3월  |      |
| 석림 중앙하이츠빌      | 중앙건설     | 한국토지신탁              | 석림1로 20 (석림동)   | 2006년 11월 |      |